# Héctor Cúper
Héctor Raúl Cúper (Chabás, Santa Fe; 16 de noviembre de 1955) es un entrenador y exfutbolista argentino, campeón en su país con el Ferro Carril Oeste. Actualmente está sin club.
Como jugador, fue un defensa que desarrolló la mayor parte de su carrera en Ferro Carril Oeste, donde disputó 463 partidos. Su apodo era "Cabezón".
Hizo su gran avance como entrenador en el Mallorca, llegando a la final de la Copa del Rey en 1998 y la final de la Recopa de la UEFA un año después, así como al mejor tercer puesto de la historia del club. En dos años en el Valencia, llegó dos veces a la final de la UEFA Champions League y luego dirigió al Inter de Milán entre 2001 y 2003.
Cúper también dirigió al Betis y al Racing de Santander en La Liga, y al Parma en la Serie A. Posteriormente dirigió a las selecciones de Georgia, Egipto, Uzbekistán, RD Congo y Siria, llevando al segundo de esos países a la final de la Copa Africana de Naciones 2017 y a la fase de grupos de la Copa Mundial de la FIFA 2018.
En Lanús logró ser campeón de la Copa Conmebol 1996 siendo su único título internacional como entrenador.

## Biografía

### Vida personal
El bisabuelo de Cúper era un inglés de apellido Cooper, que emigró a la provincia de Santa Fe en Argentina y se casó con una mujer indígena. Sin embargo, la mayor parte de su ascendencia es italiana. Nació en Chabás, un pequeño poblado de Santa Fe. Su madre murió a la edad de 20 años, meses después del nacimiento de su hermano menor, y fue criado por su abuela.

### Como jugador
Se formó en las divisiones inferiores de Club Atlético Huracán de Chábas, luego emigró a Ferro, donde lo apodaban Cabezón. Formó zaga con Juan Domingo Rocchia y luego con Víctor Marchesini. Debutó en primera división el 7 de marzo de 1976 y permaneció en club hasta 1988, ininterrumpidamente excepto por un préstamo de un año en Independiente Rivadavia (Mendoza). En Ferro, Cúper obtuvo los campeonatos nacionales de 1982 y 1984 y totalizó 463 partidos, incluyendo torneos locales y dos Copa Libertadores convirtiendo 28 goles, la mayoría de cabeza y de penal.
En 1988 pasa al Club Atlético Huracán, que en ese entonces militaba en el Nacional B. Consigue el título de la temporada 1989/1990 y asciende a la Primera División. Permanece en la institución hasta el Clausura de 1992, año de su retiro como futbolista profesional.

### Como entrenador

#### CA Huracán
Como entrenador inició su carrera donde terminó la de jugador, ya que debutó dirigiendo a Huracán en la fecha 14 del Apertura 1993. Al frente de dicho equipo, obtendría el subcampeonato de la liga argentina en el Clausura 1994 al perder el último partido del torneo contra Independiente, en un encuentro en el que a su equipo le bastaba el empate para ser campeón.

#### CA Lanús
En 1995 tomó las riendas de Lanús y obtuvo un título internacional, el primero en la historia del club: la Copa Conmebol 1996. Sería también su primer título desde el banquillo.

#### RCD Mallorca
En 1997 fue contratado como entrenador del Mallorca, en España. En su primera temporada al frente del modesto equipo isleño, consiguió llevarlo al 5º puesto en la Liga y clasificarlo para la final de la Copa del Rey, aunque finalmente la perdería contra el Barcelona por penaltis. De todos modos, gracias a la disputa de esa final, el Mallorca consiguió el derecho de jugar en la Recopa de Europa la temporada siguiente, competición en la que nuevamente pudo disputar otra final, y que también perdió, esta vez frente al SS Lazio, en la que fue la última edición en la historia de la Recopa. Como el Barcelona también había sido el campeón de Liga, en la Supercopa de España se enfrentó al Mallorca como subcampeón de Copa. En esta ocasión el equipo de Cúper logró alzarse con el trofeo. Además, consiguió quedar en tercer lugar en el campeonato liguero, lo que significó el mejor resultado en la historia del Mallorca hasta ese momento, y su primera clasificación para la Liga de Campeones de la UEFA.

#### Valencia CF
Tras sus dos exitosas temporadas en Mallorca, en 1999 fichó por el Valencia CF. Si bien con el club valenciano obtuvo la Supercopa de España en 1999, durante sus dos temporadas al frente del conjunto de Mestalla se prolongó la mala suerte de Cúper en las finales, ya que jugó y perdió dos finales consecutivas de la Liga de Campeones. La final del año 2000 la perdió frente al Real Madrid, en la ciudad de París. Y en la edición de 2001, frente al Bayern de Múnich, en el estadio de San Siro de Milán. Éstas podrían haber significado el primer título en la máxima competición europea para el Valencia. En la Liga, el equipo valencianista fue 3º en la temporada 1999-2000 y 5º en la 2000-01.

#### Inter de Milán
En 2001, Cúper decidió probar suerte entrenando en Italia, firmando por el Inter de Milán. En su primera temporada, el club comenzó el último día el 5 de mayo de 2002 en la pole position por un primer Scudetto desde 1989, pero perdió ante la Lazio y le entregó el título a su rival Juventus, finalizando en el tercer lugar.
En la temporada 2002-03, el equipo de Cúper terminó en segundo lugar en la Serie A y perdió en las semifinales de la UEFA Champions League ante el AC Milan por la regla del gol de visitante, a pesar de que ambos equipos jugaron sus partidos en casa en el San Siro. Fue despedido del club el 19 de octubre de 2003, después de seis partidos de la temporada 2003-04, cuando el equipo ocupaba el octavo lugar.

#### Regreso al Mallorca
Después de un año alejado de los banquillos, asumió el reto de volver a asumir la dirección del Mallorca en la temporada 2004-05, cogiendo al conjunto balear en la décima jornada del campeonato en puestos de descenso de categoría. El equipo dirigido por Cúper logró evitar el descenso en la última jornada, pero los malos resultados también acompañaron al Mallorca en la siguiente temporada, a pesar del gran número de fichajes aterrizados en la isla de la mano de Cúper. Finalmente el técnico decidió poner fin a su trabajo en Mallorca en febrero de 2006, con el equipo situado en la última posición de la Liga.

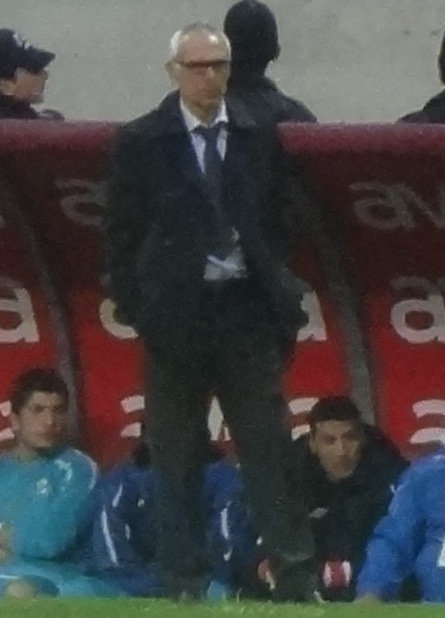
Cúper en su etapa en el Orduspor de Turquía.

#### Real Betis
Posteriormente, dirigió al Real Betis durante las primeras 14 jornadas de la temporada 2007-08, hasta que fue cesado tras perder frente al Atlético de Madrid por 0-2 el 2 de diciembre de 2007. El equipo ocupaba la penúltima posición de la clasificación de Primera.

#### Parma FC
El 11 de marzo de 2008 fue presentado como el nuevo entrenador del Parma de la Serie A que lucha contra el descenso, reemplazando a Domenico Di Carlo al frente del equipo gialloblù. Fue despedido dos meses después, antes del último partido de la temporada, después de ganar solo dos de 10 partidos como entrenador, lo que finalmente llevó al Parma al descenso a la Serie B.

#### Selección de Georgia
El 1 de agosto de 2008, Cúper fue contratado por la Federación de Fútbol de Georgia para dirigir a la selección nacional. Debido a que no pudo ganar ningún partido como seleccionador de Georgia, decidió no prolongar el contrato que expiró en diciembre de 2009.

#### Aris Salónica
El 3 de noviembre de 2009, Cúper llegó a un acuerdo para dirigir el equipo griego Aris Thessaloniki FC hasta el final de la temporada 2009-2010. El 15 de diciembre de 2009, Cúper extendió su contrato hasta junio de 2011. El 24 de abril, el Aris de Cúper perdió la final de la Copa de Grecia contra el Panathinaikos, continuando con su racha negativa en finales. En la temporada 2010-11, Héctor Cúper condujo al Aris a su primera participación en la fase de 32 equipos de la UEFA Europa League, obteniendo el 2º lugar en el Grupo B con 10 puntos, tras dos sorprendentes victorias ante el Atlético de Madrid. El 18 de enero de 2011, después de algunos malos resultados, Héctor decidió dimitir de su cargo.

#### Racing de Santander
El 30 de junio de 2011, Cúper fue presentado como nuevo entrenador del Real Racing Club de Santander. Sin embargo, 5 meses después, el 29 de noviembre de 2011, Cúper presentó su dimisión como técnico racinguista, después de 13 jornadas de malos resultados, dejando al equipo cántabro último en la tabla clasificatoria.

#### Orduspor
El 19 de diciembre, menos de un mes después de abandonar el Racing de Santander, el presidente del Orduspor anunció la contratación del técnico argentino, quien se comprometió con el conjunto turco para la próxima temporada y media. Logró la permanencia con el equipo turco y fue confirmado para la campaña 2012-13. Concluyó su etapa en el Orduspor el 13 de abril de 2013.

#### Al Wasl
El 14 de noviembre de 2013 se incorporó al Al Wasl, pero se desvinculó del club apenas unos meses después debido a los malos resultados.

#### Selección de Egipto

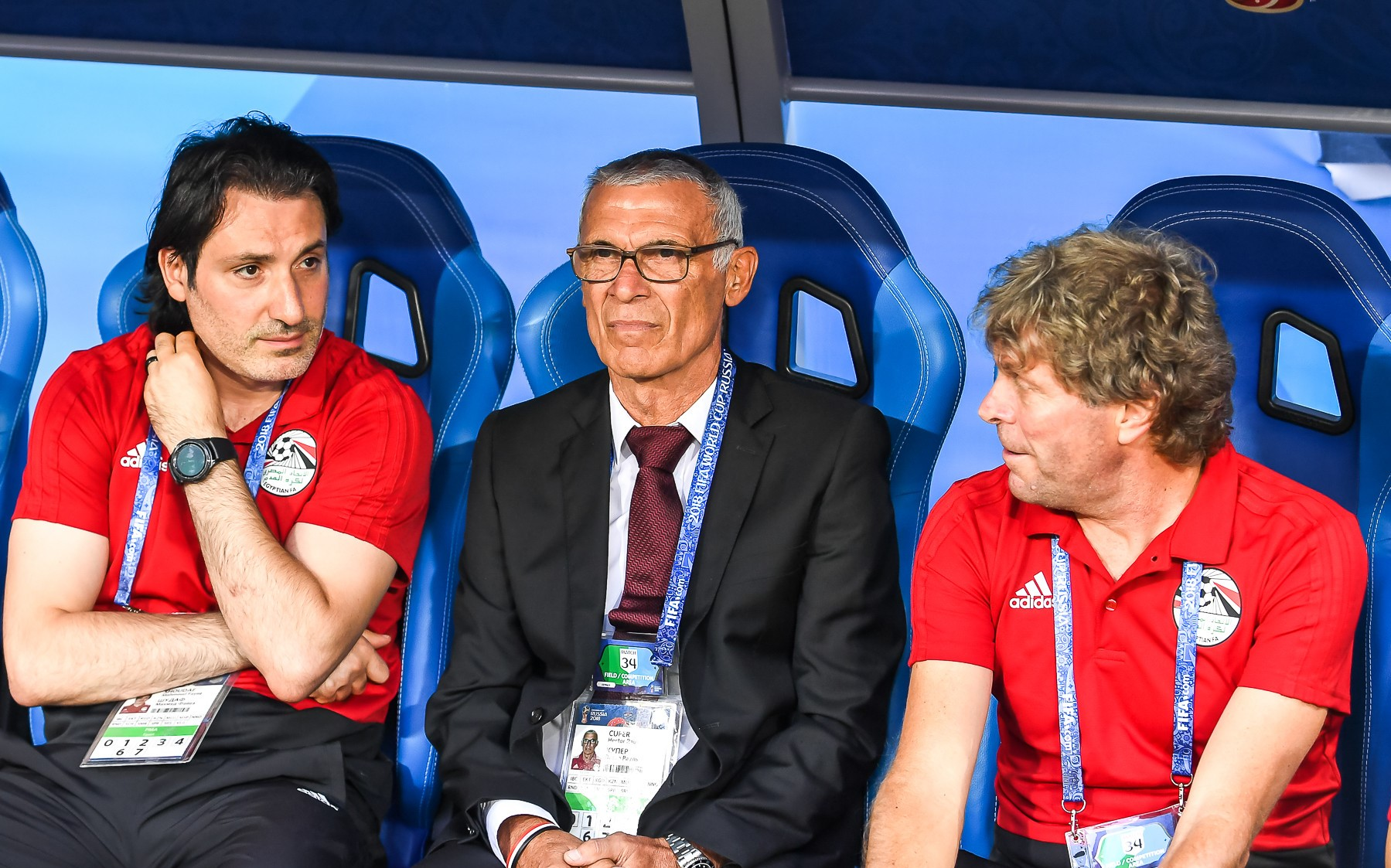
Cúper (centro) dirigiendo a Egipto en el Mundial 2018.

Casi un año después, en marzo de 2015, tomó el mando de la selección de fútbol de Egipto, en sustitución de Shawky Gharib. Logró el subcampeonato en la Copa África 2017, perdiendo la final 2 a 1 contra Camerún. Llevó al país a la Copa Mundial de la FIFA 2018, su primera aparición en el torneo desde 1990, luego de derrotar al Congo por 2-1. Su contrato expiraba al final del torneo y las negociaciones se pospusieron hasta su conclusión. Sin embargo, tras ser eliminado en la fase de grupos del torneo al perder los 3 partidos, la Asociación Egipcia de Fútbol decidió prescindir de sus servicios.

###### Participación enCopa Mundial de Fútbol
| Mundial                        | Equipo | Sede  | Resultado      |
| ------------------------------ | ------ | ----- | -------------- |
| Copa Mundial de Fútbol de 2018 | Egipto | Rusia | Fase de grupos |

###### Participación enCopa Africana de Naciones
| Torneo                         | Equipo | Sede  | Resultado  |
| ------------------------------ | ------ | ----- | ---------- |
| Copa Africana de Naciones 2017 | Egipto | Gabón | Subcampeón |

#### Selección de Uzbekistán
En agosto de 2018, fue contratado como nuevo seleccionador de Uzbekistán, firmando un contrato hasta la Copa Mundial de la FIFA 2022. Tras poco más de un año, en septiembre de 2019, fue cesado en sus funciones después de una sorprendente derrota por 2-0 ante Palestina en el primer partido de clasificación para ese torneo.

#### Selección de la República Democrática del Congo
En mayo de 2021, regresó a los banquillos con la selección de la República Democrática del Congo. En marzo, su equipo se perdió la oportunidad de clasificar a la Copa Mundial de la FIFA 2022 después de una derrota global de playoffs por 5-2 ante Marruecos. Fue despedido en junio de 2022, luego de haber perdido ante Gabón y Sudán en las primeras eliminatorias para la Copa Africana de Naciones 2023.

#### Selección de Siria
En febrero de 2023, la Federación de Fútbol de Siria anunció la contratación de Cúper como nuevo entrenador de la Selección de Siria y firmó hasta la finalización de la Copa Asiática 2023.En dicha competencia, el seleccionado asiático logró el mayor éxito de su historia al avanzar por primera vez a los octavos de final.A pesar de haber sido eliminados en esa instancia, el argentino renovó su contrato hasta el final de las eliminatorias para la Copa Mundial de la FIFA 2026.El 11 de junio de 2024, presentó su renuncia al cargo luego de quedar eliminado de la clasificación para el Mundial de la FIFA 2026.

###### Participación enCopa Asiática
| Copa               | Equipo | Sede  | Resultado        |
| ------------------ | ------ | ----- | ---------------- |
| Copa Asiática 2023 | Siria  | Catar | Octavos de final |

## Selección nacional
Ha sido internacional con la selección de fútbol de Argentina bajo la dirección técnica de Carlos Salvador Bilardo entre los años 1984 y 1986 con 5 presencias sin marcar goles. Sin embargo, no pudo participar en ninguna Copa Mundial de Fútbol.

## Clubes

### Como jugador
| Club                    | País      | Año       |
| ----------------------- | --------- | --------- |
| Ferro Carril Oeste      | Argentina | 1976-1977 |
| Independiente Rivadavia | Argentina | 1977-1978 |
| Ferro Carril Oeste      | Argentina | 1978-1988 |
| CA Huracán              | Argentina | 1988-1992 |

### Estadísticas como entrenador
Datos actualizados al 11 de junio de 2024.
| Equipo                                                  | Div.                             | Torneo                           | Estadísticas | Estadísticas | Estadísticas | Estadísticas | Estadísticas | Estadísticas | Estadísticas | Estadísticas | Estadísticas |
| Equipo                                                  | Div.                             | Torneo                           | PJ           | G            | E            | P            | GF           | GC           | DG           | Puntos       | Rendimiento  |
| ------------------------------------------------------- | -------------------------------- | -------------------------------- | ------------ | ------------ | ------------ | ------------ | ------------ | ------------ | ------------ | ------------ | ------------ |
| Huracán Argentina                                       | 1.ª                              | 1993-94                          | 25           | 12           | 8            | 5            | 34           | 33           | +1           | 32           | 64%          |
| Huracán Argentina                                       | 1.ª                              | Conmebol 1994                    | 2            | 1            | 0            | 1            | 3            | 5            | -2           | 2            | 50%          |
| Huracán Argentina                                       | 1.ª                              | 1994-95                          | 38           | 9            | 11           | 18           | 42           | 60           | -18          | 29           | 38.16%       |
| Huracán Argentina                                       | Total                            | Total                            | 65           | 22           | 19           | 24           | 79           | 98           | -19          | 63           | 48.46%       |
| Lanús Argentina                                         | 1.ª                              | 1995-96                          | 38           | 20           | 9            | 9            | 60           | 40           | +20          | 69           | 60.53%       |
| Lanús Argentina                                         | 1.ª                              | 1996-97                          | 38           | 16           | 13           | 9            | 45           | 33           | +12          | 61           | 53.51%       |
| Lanús Argentina                                         | 1.ª                              | Conmebol 1996                    | 8            | 6            | 0            | 2            | 20           | 6            | +14          | 18           | 75%          |
| Lanús Argentina                                         | Total                            | Total                            | 84           | 42           | 22           | 20           | 125          | 79           | +46          | 148          | 58.73%       |
| Mallorca · España                                       | 1.ª                              | 1997-98                          | 38           | 16           | 12           | 10           | 55           | 39           | +16          | 60           | 52.63%       |
| Mallorca · España                                       | 1.ª                              | Copa del Rey 1997-98             | 11           | 6            | 2            | 3            | 19           | 11           | +8           | 20           | 60.61%       |
| Mallorca · España                                       | 1.ª                              | Supercopa de España 1998         | 2            | 2            | 0            | 0            | 3            | 1            | +2           | 6            | 100%         |
| Mallorca · España                                       | 1.ª                              | 1998-99                          | 38           | 20           | 6            | 12           | 48           | 31           | +17          | 66           | 57.89%       |
| Mallorca · España                                       | 1.ª                              | Copa del Rey 1998-99             | 4            | 2            | 1            | 1            | 3            | 2            | +1           | 6            | 50%          |
| Mallorca · España                                       | 1.ª                              | Recopa de Europa 1998-99         | 9            | 3            | 5            | 1            | 9            | 9            | +3           | 14           | 51.85%       |
| Mallorca · España                                       | Total                            | Total                            | 102          | 49           | 26           | 27           | 137          | 93           | +44          | 173          | 56.54%       |
| Valencia · España                                       | 1.ª                              | Supercopa de España 1999         | 2            | 1            | 1            | 0            | 4            | 3            | +1           | 4            | 66.67%       |
| Valencia · España                                       | 1.ª                              | 1999-2000                        | 38           | 18           | 10           | 10           | 59           | 39           | +20          | 64           | 56.14%       |
| Valencia · España                                       | 1.ª                              | Copa del Rey 1999-2000           | 2            | 1            | 0            | 1            | 2            | 3            | -1           | 3            | 50%          |
| Valencia · España                                       | 1.ª                              | Champions League 1999-2000       | 19           | 10           | 4            | 5            | 31           | 18           | +13          | 34           | 59.65%       |
| Valencia · España                                       | 1.ª                              | 2000-01                          | 38           | 18           | 9            | 11           | 55           | 34           | +21          | 63           | 55.26%       |
| Valencia · España                                       | 1.ª                              | Copa del Rey 2000-01             | 2            | 1            | 1            | 0            | 5            | 4            | +1           | 4            | 66.67%       |
| Valencia · España                                       | 1.ª                              | Champions League 2000-01         | 19           | 10           | 7            | 2            | 19           | 8            | +11          | 37           | 64.91%       |
| Valencia · España                                       | Total                            | Total                            | 120          | 59           | 32           | 29           | 175          | 109          | +66          | 209          | 58.06%       |
| Inter · Italia                                          | 1.ª                              | 2001-02                          | 34           | 20           | 9            | 5            | 62           | 35           | +27          | 69           | 67.65%       |
| Inter · Italia                                          | 1.ª                              | Copa Italia 2001-02              | 2            | 0            | 1            | 1            | 3            | 4            | -1           | 1            | 16.67%       |
| Inter · Italia                                          | 1.ª                              | Copa de la UEFA 2001-02          | 10           | 5            | 3            | 2            | 19           | 9            | +10          | 18           | 60%          |
| Inter · Italia                                          | 1.ª                              | 2002-03                          | 34           | 19           | 8            | 7            | 64           | 38           | +26          | 65           | 63.73%       |
| Inter · Italia                                          | 1.ª                              | Copa Italia 2002-03              | 2            | 0            | 0            | 2            | 1            | 3            | -2           | 0            | 0%           |
| Inter · Italia                                          | 1.ª                              | Champions League 2002-03         | 18           | 8            | 7            | 3            | 28           | 19           | +9           | 31           | 57.41%       |
| Inter · Italia                                          | 1.ª                              | 2003-04                          | 6            | 2            | 3            | 1            | 6            | 5            | +1           | 9            | 50%          |
| Inter · Italia                                          | 1.ª                              | Champions League 2003-04         | 2            | 2            | 0            | 0            | 5            | 1            | +4           | 6            | 100%         |
| Inter · Italia                                          | Total                            | Total                            | 108          | 56           | 31           | 21           | 188          | 114          | +74          | 199          | 61.42%       |
| Mallorca · España                                       | 1.ª                              | 2004-05                          | 29           | 9            | 7            | 13           | 35           | 49           | -14          | 34           | 39.08%       |
| Mallorca · España                                       | 1.ª                              | Copa del Rey 2004-05             | 1            | 0            | 0            | 1            | 1            | 2            | -1           | 0            | 0%           |
| Mallorca · España                                       | 1.ª                              | 2005-06                          | 22           | 4            | 6            | 12           | 21           | 39           | -18          | 18           | 27.27%       |
| Mallorca · España                                       | 1.ª                              | Copa del Rey 2005-06             | 1            | 0            | 0            | 1            | 1            | 4            | -3           | 0            | 0%           |
| Mallorca · España                                       | Total                            | Total                            | 53           | 13           | 13           | 27           | 58           | 94           | -36          | 52           | 32.7%        |
| Mallorca · España                                       | Total en Mallorca                | Total en Mallorca                | 155          | 62           | 39           | 54           | 195          | 187          | +8           | 225          | 48.39%       |
| Real Betis · España                                     | 1.ª                              | 2007-08                          | 14           | 2            | 5            | 7            | 13           | 22           | -9           | 11           | 26.19%       |
| Real Betis · España                                     | 1.ª                              | Copa del Rey 2007-08             | 1            | 0            | 1            | 0            | 1            | 1            | 0            | 1            | 33.33%       |
| Real Betis · España                                     | Total                            | Total                            | 15           | 2            | 6            | 7            | 14           | 23           | -9           | 12           | 26.67%       |
| Parma · Italia                                          | 1.ª                              | 2007-08                          | 10           | 2            | 3            | 5            | 10           | 17           | -7           | 9            | 30%          |
| Parma · Italia                                          | Total                            | Total                            | 10           | 2            | 3            | 5            | 10           | 17           | -7           | 9            | 30%          |
| Selección de Georgia Georgia                            | Amistosos                        | Amistosos                        | 6            | 1            | 1            | 4            | 6            | 11           | -5           | 4            | 22.22%       |
| Selección de Georgia Georgia                            | Clasificación Mundial 2010       | Clasificación Mundial 2010       | 10           | 0            | 3            | 7            | 7            | 19           | -12          | 3            | 10%          |
| Selección de Georgia Georgia                            | Total selección                  | Total selección                  | 16           | 1            | 4            | 11           | 13           | 30           | -17          | 7            | 14.58%       |
| Aris Salónica · Grecia                                  | 1.ª                              | 2009-10                          | 27           | 11           | 7            | 9            | 33           | 27           | +6           | 40           | 49.38%       |
| Aris Salónica · Grecia                                  | 1.ª                              | Copa de Grecia 2009-10           | 6            | 3            | 2            | 1            | 10           | 4            | +6           | 11           | 61.11%       |
| Aris Salónica · Grecia                                  | 1.ª                              | 2010-11                          | 18           | 7            | 2            | 9            | 11           | 16           | -5           | 23           | 42.59%       |
| Aris Salónica · Grecia                                  | 1.ª                              | Europa League 2010-11            | 10           | 5            | 3            | 2            | 13           | 9            | +4           | 18           | 60%          |
| Aris Salónica · Grecia                                  | Total                            | Total                            | 61           | 26           | 14           | 21           | 67           | 56           | +11          | 92           | 50.27%       |
| Racing de Santander · España                            | 1.ª                              | 2011-12                          | 13           | 1            | 6            | 6            | 9            | 20           | -11          | 9            | 23.08%       |
| Racing de Santander · España                            | Total                            | Total                            | 13           | 1            | 6            | 6            | 9            | 20           | -11          | 9            | 23.08%       |
| Orduspor Turquía                                        | 1.ª                              | 2011-12                          | 17           | 6            | 7            | 4            | 14           | 13           | +1           | 25           | 49.02%       |
| Orduspor Turquía                                        | 1.ª                              | Copa de Turquía 2011-12          | 1            | 0            | 1            | 0            | 0            | 0            | 0            | 1            | 33.33%       |
| Orduspor Turquía                                        | 1.ª                              | 2012-13                          | 29           | 6            | 11           | 12           | 33           | 40           | -7           | 29           | 33.33%       |
| Orduspor Turquía                                        | 1.ª                              | Copa de Turquía 2012-13          | 3            | 2            | 0            | 1            | 6            | 3            | +3           | 6            | 66.67%       |
| Orduspor Turquía                                        | Total                            | Total                            | 50           | 14           | 19           | 17           | 53           | 56           | -3           | 61           | 40.67%       |
| Al Wasl · EAU                                           | 1.ª                              | 2013-14                          | 12           | 2            | 2            | 8            | 13           | 26           | -13          | 8            | 22.22%       |
| Al Wasl · EAU                                           | 1.ª                              | Copa de Liga 2013-14             | 6            | 2            | 0            | 4            | 8            | 12           | -4           | 6            | 33.33%       |
| Al Wasl · EAU                                           | 1.ª                              | Copa Presidente 2013-14          | 2            | 1            | 1            | 0            | 3            | 2            | +1           | 4            | 66.67%       |
| Al Wasl · EAU                                           | Total                            | Total                            | 20           | 5            | 3            | 12           | 24           | 40           | -16          | 18           | 30%          |
| Selección de Egipto · Egipto                            | Amistosos                        | Amistosos                        | 15           | 7            | 3            | 5            | 18           | 11           | +7           | 24           | 53.33%       |
| Selección de Egipto · Egipto                            | Clasificación Copa Africana 2017 | Clasificación Copa Africana 2017 | 5            | 4            | 1            | 0            | 12           | 2            | +10          | 13           | 86.67%       |
| Selección de Egipto · Egipto                            | Copa Africana 2017               | Copa Africana 2017               | 6            | 3            | 2            | 1            | 5            | 3            | +2           | 11           | 61.11%       |
| Selección de Egipto · Egipto                            | Clasificación Copa Africana 2019 | Clasificación Copa Africana 2019 | 1            | 0            | 0            | 1            | 0            | 1            | -1           | 0            | 0%           |
| Selección de Egipto · Egipto                            | Clasificación Mundial 2018       | Clasificación Mundial 2018       | 8            | 5            | 1            | 2            | 12           | 5            | +6           | 16           | 66.67%       |
| Selección de Egipto · Egipto                            | Mundial 2018                     | Mundial 2018                     | 3            | 0            | 0            | 3            | 2            | 6            | -4           | 0            | 0%           |
| Selección de Egipto · Egipto                            | Total selección                  | Total selección                  | 38           | 19           | 7            | 12           | 49           | 28           | +21          | 64           | 56.14%       |
| Selección de Uzbekistán Uzbekistán                      | Amistosos                        | Amistosos                        | 11           | 5            | 2            | 4            | 12           | 11           | +1           | 17           | 51.52%       |
| Selección de Uzbekistán Uzbekistán                      | Copa Asiática 2019               | Copa Asiática 2019               | 4            | 2            | 1            | 1            | 7            | 2            | +5           | 7            | 58.33%       |
| Selección de Uzbekistán Uzbekistán                      | Clasificación Mundial 2022       | Clasificación Mundial 2022       | 1            | 0            | 0            | 1            | 0            | 2            | -2           | 0            | 0%           |
| Selección de Uzbekistán Uzbekistán                      | Total selección                  | Total selección                  | 16           | 7            | 3            | 6            | 19           | 15           | +4           | 24           | 50%          |
| Selección de R.D. Congo República Democrática del Congo | Amistosos                        | Amistosos                        | 4            | 0            | 1            | 3            | 1            | 6            | -5           | 1            | 8.33%        |
| Selección de R.D. Congo República Democrática del Congo | Clasificación Mundial 2022       | Clasificación Mundial 2022       | 8            | 3            | 3            | 2            | 11           | 8            | +3           | 12           | 50%          |
| Selección de R.D. Congo República Democrática del Congo | Clasificación Copa Africana 2023 | Clasificación Copa Africana 2023 | 2            | 0            | 0            | 2            | 1            | 3            | -2           | 0            | 0%           |
| Selección de R.D. Congo República Democrática del Congo | Total selección                  | Total selección                  | 14           | 3            | 4            | 7            | 13           | 17           | -4           | 13           | 30.95%       |
| Selección de Siria Siria                                | Amistosos                        | Amistosos                        | 8            | 2            | 3            | 3            | 10           | 10           | 0            | 9            | 37.5%        |
| Selección de Siria Siria                                | Clasificación Mundial 2026       | Clasificación Mundial 2026       | 6            | 2            | 1            | 3            | 9            | 12           | -3           | 7            | 38.89%       |
| Selección de Siria Siria                                | Copa Asiática 2023               | Copa Asiática 2023               | 4            | 1            | 2            | 1            | 2            | 2            | 0            | 5            | 41.67%       |
| Selección de Siria Siria                                | Total selección                  | Total selección                  | 18           | 5            | 6            | 7            | 21           | 24           | -3           | 21           | 38.89%       |
| Total en equipos                                        | Total en equipos                 | Total en equipos                 | 803          | 326          | 218          | 259          | 1054         | 913          | +141         | 1196         | 49.65%       |

## Palmarés

### Como jugador

#### Campeonatos nacionales
| Título             | Club               | País      | Año     |
| ------------------ | ------------------ | --------- | ------- |
| Primera División   | Ferro Carril Oeste | Argentina | N-1982  |
| Primera División   | Ferro Carril Oeste | Argentina | N-1984  |
| Primera B Nacional | Huracán            | Argentina | 1989-90 |

### Como entrenador

#### Campeonatos nacionales
| Título              | Club     | País   | Año  |
| ------------------- | -------- | ------ | ---- |
| Supercopa de España | Mallorca | España | 1998 |
| Supercopa de España | Valencia | España | 1999 |

#### Copas internacionales
| Título        | Club  | Sede     | Año  |
| ------------- | ----- | -------- | ---- |
| Copa Conmebol | Lanús | Colombia | 1996 |

### Subcampeonatos
- Subcampeón del Torneo Clausura 1994 con Club Atlético Huracán en 1994.
- Subcampeón de la Copa del Rey de fútbol 1997-98 con RCD Mallorca.
- Subcampeón de la Recopa de Europa 1998-99 con RCD Mallorca.
- Subcampeón de la Liga de Campeones de la UEFA 1999-2000 con Valencia Club de Fútbol.
- Subcampeón de la Liga de Campeones de la UEFA 2000-2001 con Valencia Club de Fútbol.
- Subcampeón de la Serie A 2002/03 con la Inter de Milán.
- Subcampeón de la Copa de Grecia con Aris Salónica Fútbol Club en 2009-10.
- Subcampeón de la Copa Africana de Naciones 2017 con la selección de fútbol de Egipto.

### Distinciones individuales
| Distinción                                                | Año  |
| --------------------------------------------------------- | ---- |
| Premio Don Balón - Mejor entrenador                       | 1999 |
| Entrenador del Año de la UEFA                             | 2000 |
| Segundo mejor entrenador del año según la IFFHS           | 2000 |
| Mejor entrenador de selección árabe - Globe Soccer Awards | 2017 |
| Entrenador del año en África                              | 2017 |